# Rhein-Main-Verkehrsverbund

Logo des RMV bis 2014

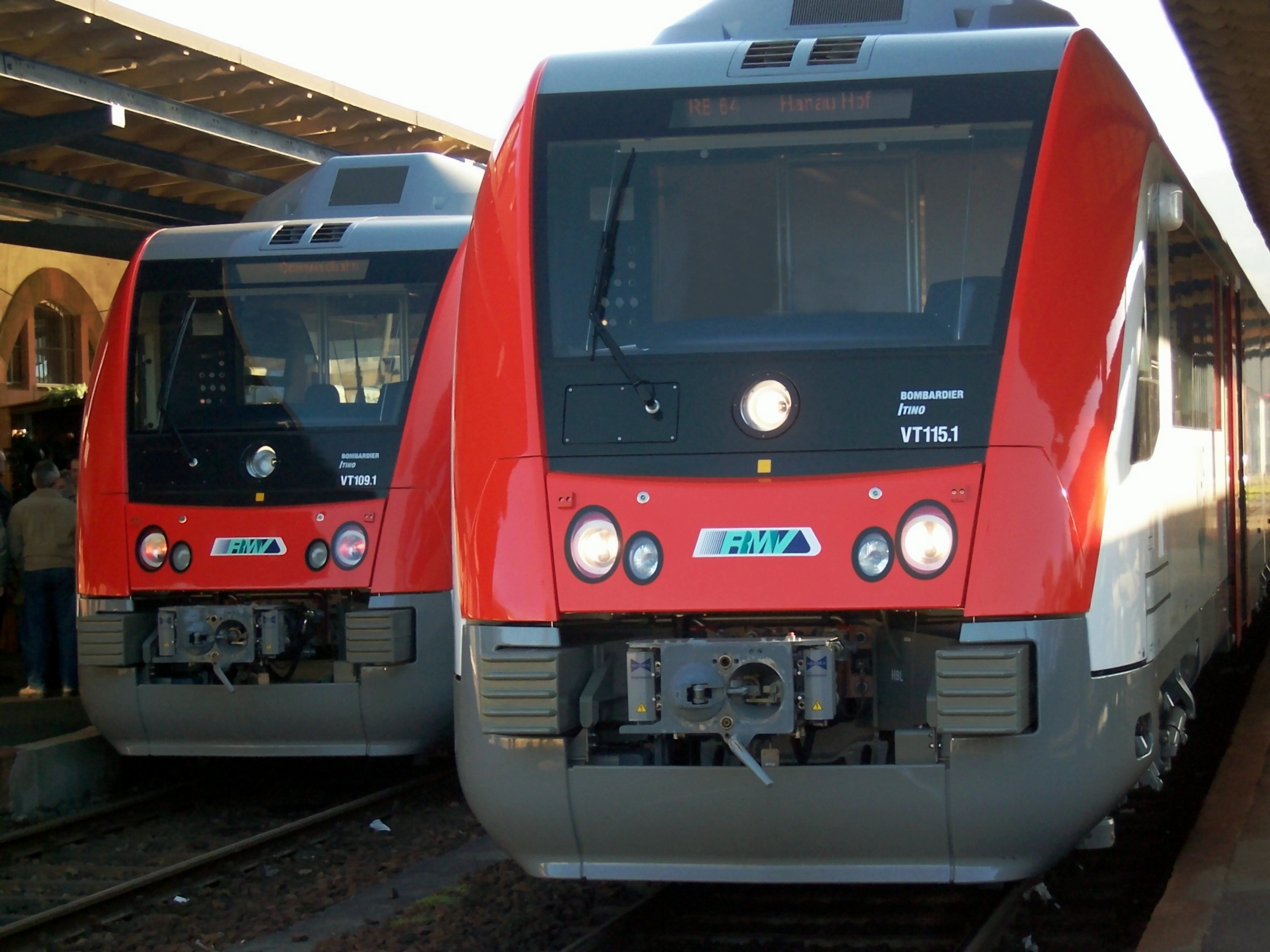
Triebwagen der Odenwaldbahn mit RMV-Logo

Der Rhein-Main-Verkehrsverbund (RMV) ist ein Verkehrsverbund des öffentlichen Nahverkehrs (ÖPNV) im Rhein-Main-Gebiet. Er hat seinen Sitz in Hofheim am Taunus im Main-Taunus-Kreis. Geschäftsführer sind Knut Ringat (Vorsitzender) und André Kavai.

## Struktur, Geschichte und Aufgaben

Entwicklung der Fahrgastzahlen im RMV seit 1998

Der Rhein-Main-Verkehrsverbund ist ein Zusammenschluss von 15 Landkreisen und 11 Städten. Er ist eine Gesellschaft mit beschränkter Haftung (GmbH). Gesellschafter sind neben dem Land Hessen alle Kreise und kreisfreien Städte innerhalb des Verbundgebietes mit Ausnahme der Stadt Mainz, in der der RMV-Tarif gilt, die jedoch kein Gesellschafter ist (siehe auch Abschnitt Besonderheiten Mainz/Wiesbaden).
Der RMV wurde zunächst als Machbarkeitsstudie gegründet und trat am 28. Mai 1995 im Raum Frankfurt die Nachfolge des Frankfurter Verkehrsverbundes (FVV) an. Anders als der FVV ist der RMV kein Zusammenschluss von Verkehrsunternehmen, sondern von kommunalen Gebietskörperschaften, die nach dem Hessischen ÖPNV-Gesetz die Aufgabenträger im ÖPNV sind. Nach diesem Gesetz ist die RMV GmbH zuständig für die Planung, Organisation und Finanzierung des Regionalverkehrs und Lokale Nahverkehrsorganisationen für den lokalen Verkehr. Das Hessische ÖPNV-Gesetz folgt damit den rechtlichen Vorgaben auf europäischer Ebene und unterscheidet eindeutig zwischen den Verkehrsunternehmen als Ersteller der Verkehre und den Aufgabenträgern als Besteller der Verkehrsleistungen („Besteller-Ersteller-Prinzip“). Insgesamt sind rund 160 Verkehrsunternehmen (Stand 2018) im Verbundgebiet aktiv.
Eigentlich war nur die Bildung zweier großer Verbünde für den nördlichen (NVV) und den südlichen (RMV) Landesteil vorgesehen, allerdings sollte der bestehende Verkehrsverbund Rhein-Neckar (VRN), der große Teile Südhessens südlich von Darmstadt umfasst, erhalten bleiben.
Über die Tochtergesellschaft Fahrzeugmanagement Region Frankfurt RheinMain GmbH (fahma) finanziert und beschafft der RMV auch Triebfahrzeuge und stellt diese den Eisenbahnverkehrsunternehmen in seinem Aufgabengebiet gegen Entgelt zur Verfügung. Im Mai 2019 wurden so z. B. über die fahma 27 Brennstoffzellenzüge vom Typ Coradia iLINT des französischen Zugherstellers Alstom für den Verkehrsverbund mit einem Gesamtauftragsvolumen von etwa 500 Millionen Euro bestellt, die ab Dezember 2022 den Betrieb aufnahmen. Die fahma hat auch die Versorgung mit Wasserstoff, die Instandhaltung und das Vorhalten von Reservekapazitäten für die kommenden 25 Jahre beauftragt. Die Versorgung mit Wasserstoff bietet Alstom in Kooperation mit der Infraserv Höchst an. Auch im Bereich „Autonomes Fahren“ ist die fahma aktiv als Partner des Forschungs- und Entwicklungsprojekts „EASY - Electric Autonomous Shuttle for You“.

## RMV-Gebiet

Ausdehnung des RMV-Tarifgebietes
Zentrales Tarifgebiet
Übergangstarifgebiete

Das Gebiet des RMV umfasst über das Rhein-Main-Gebiet hinaus die größten Teile der Regierungsbezirke Darmstadt und Gießen, die rheinland-pfälzische Landeshauptstadt Mainz und die Gemeinde Wackernheim, die zwischen den hessischen Bahnhöfen Limburg und Staffel liegende Haltestelle Diez Ost, die in Rheinland-Pfalz liegt und nur via Hessen erreichbar ist, und das nordrhein-westfälische Niederlaasphe. Der RMV grenzt im Nordwesten an den Westfalentarif, im Westen an den VRM, im Norden an den NVV, im Süden an den VRN, im Südwesten an den RNN und im Südosten an die VAB. Im Rahmen von Tarifkooperationen und Übergangsverkehren sind neben dem Landkreis Bergstraße und den Städten Weinheim (sowie Hemsbach und Laudenbach), Eberbach und Worms im VRN auch größere Teile des RNN und des NVV sowie die bayerischen Landkreise Aschaffenburg und Miltenberg (VAB), die Stadt Aschaffenburg und die Stadt Bad Laasphe im Gebiet der VGWS mit Einschränkungen zum RMV-Tarif erreichbar. In diesen Übergangstarifgebieten zu anderen Verbünden und Verkehrsgemeinschaften gelten nicht alle Fahrkarten des RMV-Tarifs, beispielsweise gelten 65-plus-Karten sowie alle nur auf eTicket erhältlichen Fahrkarten (z. B. persönliche Jahreskarten) und das RMV-HandyTicket nicht.
Zur Zeit seiner Gründung im Jahr 1994 war der RMV der flächenmäßig größte Nahverkehrsverbund Deutschlands, ab der Gründung des Verkehrsverbundes Berlin-Brandenburg (VBB) war er der zweitgrößte und seit der Erweiterung des VGN am 1. Januar 2010 ist er der drittgrößte Verkehrsverbund in Deutschland. Nach der Anzahl der Einwohner im Einzugsgebiet ist er nach dem Verkehrsverbund Rhein-Ruhr (VRR) der zweitgrößte in Deutschland.

## Tarifstruktur

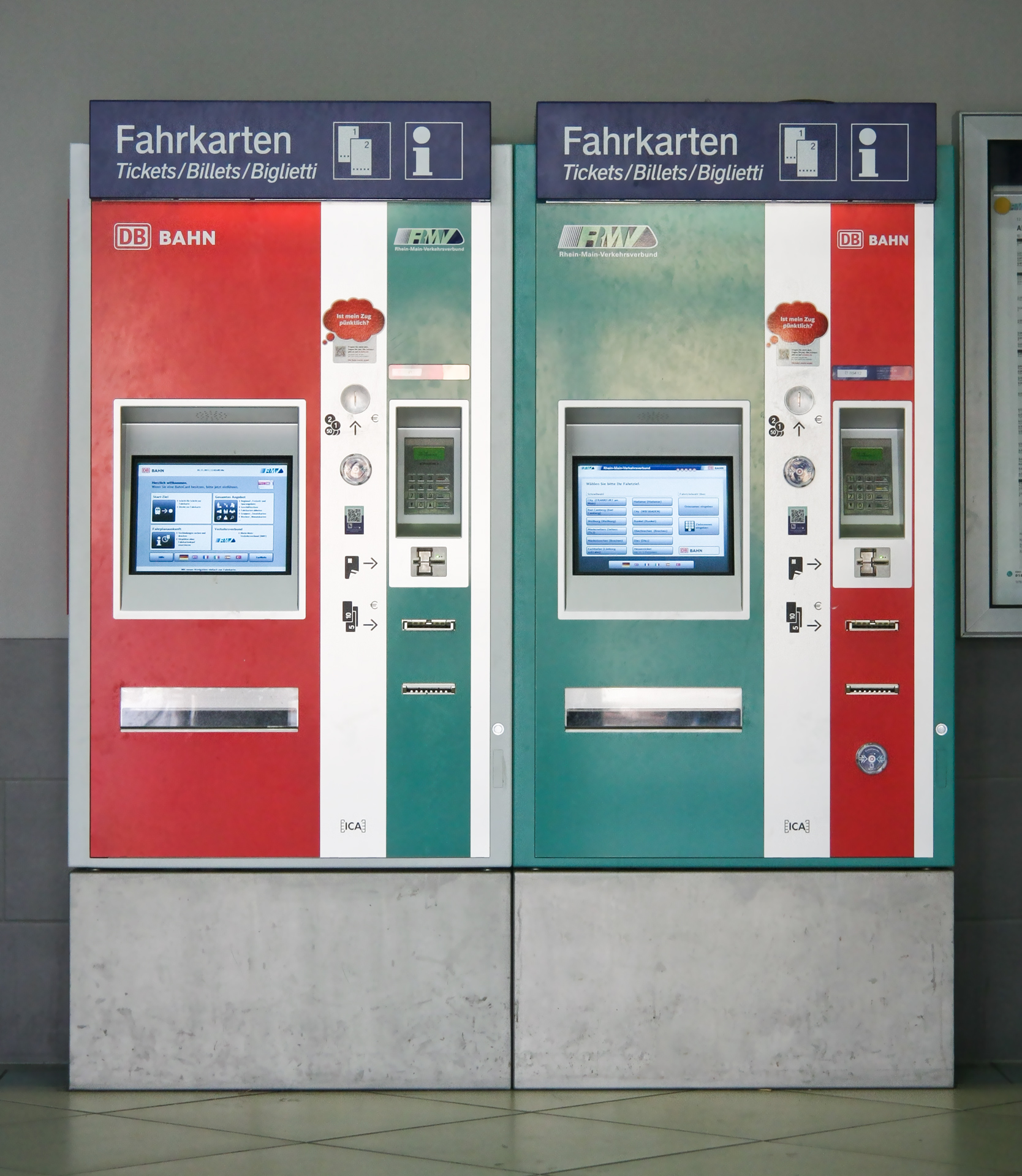
Kombinierte Fahrkartenautomaten der Deutschen Bahn und des RMV, seit 2018 nicht mehr im Einsatz

Das RMV-Gebiet ist in 60 Haupt-Tarifgebiete (sogenannte A-Tarifgebiete) aufgeteilt. Die A-Tarifgebiete sind außer in den Städten Frankfurt (TG 5000) und mit Einschränkung Mainz und Wiesbaden (zusammen TG 6500) in kleinere Teiltarifgebiete (sogenannte A0-Tarifgebiete) unterteilt. Die A0-Tarifgebiete dienen der Preisbildung im Nahbereich. In der Regel gilt innerhalb eines A0-Tarifgebietes die Preisstufe 1. In den sieben Sonderstatusstädten (Städte mit über 50.000 Einwohnern) gilt die Stadtpreisstufe 1 für Sonderstatusstädte, in Darmstadt (TG 4001) die Stadtpreisstufe 1 für Darmstadt. Offenbach (TG 3601) hat ebenfalls eine eigene Stadtpreisstufe 2 (früher Preisstufe 2). Im Tarifgebiet 6500 (Mainz/Wiesbaden) gilt – mit Ausnahme der wenigen A0-Tarifgebiete im Randbereich – die Preisstufe 13, die in vielen Fahrkartenarten günstiger ist als die Preisstufe 3.
Innerhalb eines A-Tarifgebietes gilt maximal die Preisstufe 3. Für jede A-Tarifgebietsverbindung ist festgelegt, welche Preisstufe zum Tragen kommt, so gilt beispielsweise von Wiesbaden in den Rheingau immer die Preisstufe 4, egal ob zwei oder drei der in Frage kommenden Tarifgebiete durchfahren werden. Die Preisstufe kann der sogenannten Regionalmatrix entnommen werden, wobei es im Einzelfall auf den genauen Fahrtweg ankommt, da es eine große Zahl von Ausnahmen gibt. Die Preisstufe 7 ist die höchste Preisstufe. Fahrkarten mit der Preisstufe 7 haben Netzwirkung mit Ausnahme der Übergangstarifgebiete. Daneben gibt es noch die Preisstufe 17, soweit Übergangstarife befahren werden und die Preisstufen 4 bis 6 nicht ausreichen, wobei die Preisstufe 17 keine Netzwirkung hat.
Bei der Tarifgestaltung waren auch politische Vorgaben zu berücksichtigen. So fällt auf, dass die höchste Preisstufe die Preisstufe 7 ist, die beispielsweise bereits für eine Fahrt von Wiesbaden nach Hanau gilt, während für eine mehr als doppelt so große Entfernung wie Wiesbaden–Fulda ebenfalls diese Preisstufe gilt. Diese Vorgabe soll sowohl den Umstieg für Pendler vom Auto in den öffentlichen Personenverkehr attraktiver machen, als auch den ländlichen Raum fördern, da die Fahrpreise eben nicht streng entfernungsgebunden gestaltet sind. Wie stark diese Vorgabe ist, wird am Beispiel des benachbarten Rhein-Nahe-Nahverkehrsverbundes deutlich, bei dem es zehn Preisstufen gibt und zudem spätestens die Preisstufe 2 mit der Stufe 3 des RMV-Tarifes vergleichbar ist.
Viele Tarifgrenzen sind auch gleichzeitig die Gemeindegrenzen, was zu sehr unterschiedlichen Preisen führt. So waren beispielsweise Fahrten aus der Frankfurter Innenstadt nach Offenbach deutlich teurer als in die weiter entfernten äußeren Stadtteile im Norden oder Westen. Seit Dezember 2018 wird das Stadtgebiet Frankfurt (Tarifgebietsnummer 5000) mit Hilfe der Preisstufen 30 und 40 feiner untergliedert, so dass Fahrten zwischen Teilen von Frankfurt und den umliegenden Städten und Landkreisen auf kurzen Strecken vielfach günstiger geworden sind. Durch die Einführung der Preisstufe 30 zwischen Wiesbaden und den Nachbarorten im Rheingau-Taunus-Kreis kann ebenfalls Geld gespart werden. Einen digitalen Smartphone-Tarif „RMVsmart“ auf Basis der tatsächlich gefahrenen Verbindung, der ohne feste Tarifgrenzen funktioniert, testet der RMV seit 2016.
Das Fahrscheinsortiment umfasst neben Einzelfahrkarten und Kurzstreckentickets auch folgende Zeitkarten: Tageskarte, Gruppentageskarte (bis zu fünf Personen), Wochenkarte, Monatskarte, 9-Uhr-Monatskarte (gültig von 9 Uhr bis Betriebsschluss), Azubi-Monatskarte (für Schüler und Auszubildende), Jahreskarte, 9-Uhr-Jahreskarte, Schülerticket Hessen (Schülerjahreskarte), Seniorenticket Hessen (ab 65 Jahren) und Fernverkehrs-Ergänzungskarten für Inhaber von Fernverkehrs-Zeitkarten der Deutschen Bahn mit Start bzw. Ziel im RMV-Gebiet. Zu den Zeitkarten (außer Tageskarten) aller Preisstufen können bei Fahrten über deren räumlichen Geltungsbereich hinaus Anschlussfahrkarten gelöst werden. Für die Benutzung der ersten Wagenklasse bei der Bahn kann ein entsprechender Zuschlag erworben werden, den es auch für Wochen-, Monats- und Jahreskarten gibt.
Der RMV bietet keine Mehrfachfahrkarten an, wodurch es nicht nötig ist, die Fahrkarten vor Fahrtantritt zu entwerten. Eine Ausnahme ist das Tarifgebiet 6500 (Wiesbaden/Mainz) (siehe unten), in dem für die spezielle Preisstufe 13 Mehrfahrtenkarten angeboten werden, die bei der Straßenbahn bzw. in Bussen entwertet werden müssen. Zudem gibt es lokale Fahrkartenangebote.
Außerdem werden auch Jobtickets, Kombitickets und Semestertickets angeboten. Mit den Studierendenschaften (ASten) der meisten Hochschulen im RMV-Gebiet bestehen Verträge, so dass die Studenten automatisch mit der Einschreibung ein RMV-AStA-Semesterticket erhalten.
Das Hessenticket hat im gesamten RMV (und darüber hinaus im ganzen Land Hessen sowie einigen Zielen außerhalb Hessens, beispielsweise Mainz) Gültigkeit. Als Angebot der drei hessischen Verkehrsverbünde kann es, im Gegensatz zu anderen Ländertickets, nur in deren (erweitertem) Verbundgebiet erworben werden.
Seit 2016 wird mit aktuell (Stand 2/2022) 30.000 Testkunden ein Smartphone-basiertes Modell erprobt (RMVsmart), bei dem ein Grundpreis je Fahrt und darüber hinaus ein entfernungsabhängiges Entgelt zu zahlen ist.
Bei Fahrten ausschließlich mit der Eisenbahn (nicht jedoch U- und Straßenbahn) wird eine vorhandene BahnCard der Deutschen Bahn anerkannt und führt zu einem ermäßigten Preis, wenn mindestens die Preisstufe 5 erreicht wird. Für die BahnCard 100 bestehen weitergehende Regelungen.
Seit April 2006 bietet der RMV auch das elektronische RMV-HandyTicket an, wobei der Fahrpreis am Ende des Monats per Lastschrift, Paypal, Kreditkarte, RMV-Prepaid-Rabatt oder die Mobilfunkrechnung bezahlt werden kann.
Seit dem 1. Januar 2012 bietet der RMV Zeitfahrkarten auf einer elektronischen Chipkarte, dem eTicket RheinMain, an. Die Inhaber von Jahres-, Monats- und Wochenkarten sowie Schüler sind damit unterwegs. Zusätzlich gilt das eTicket RheinMain als Zugangsberechtigung für Carsharing-Fahrzeuge, Pedelecs, Elektroautos etc.
Die Fahrradmitnahme ist im RMV-Gebiet grundsätzlich kostenfrei, kann jedoch bei Überfüllung, zugunsten von Rollstuhlfahrern und Kinderwagen sowie zu den Stoßzeiten örtlich eingeschränkt sein.

### Übergangsregelungen
Beim Inkrafttreten des RMV-Tarifs waren noch Zeitkarten des abgelösten Frankfurter Verkehrsverbundes FVV sowie der vorherigen weiteren Verbünde bzw. einzeln aktiven Verkehrsunternehmen im Umlauf. Diese konnten bis zum Ende ihrer jeweiligen Gültigkeit, maximal also noch fast genau ein Jahr, weiterhin im bisherigen Geltungsbereich genutzt werden, eine Verpflichtung zum Umtausch in eine neue RMV-Fahrkarte bestand nicht.

## Besonderheiten Mainz/Wiesbaden

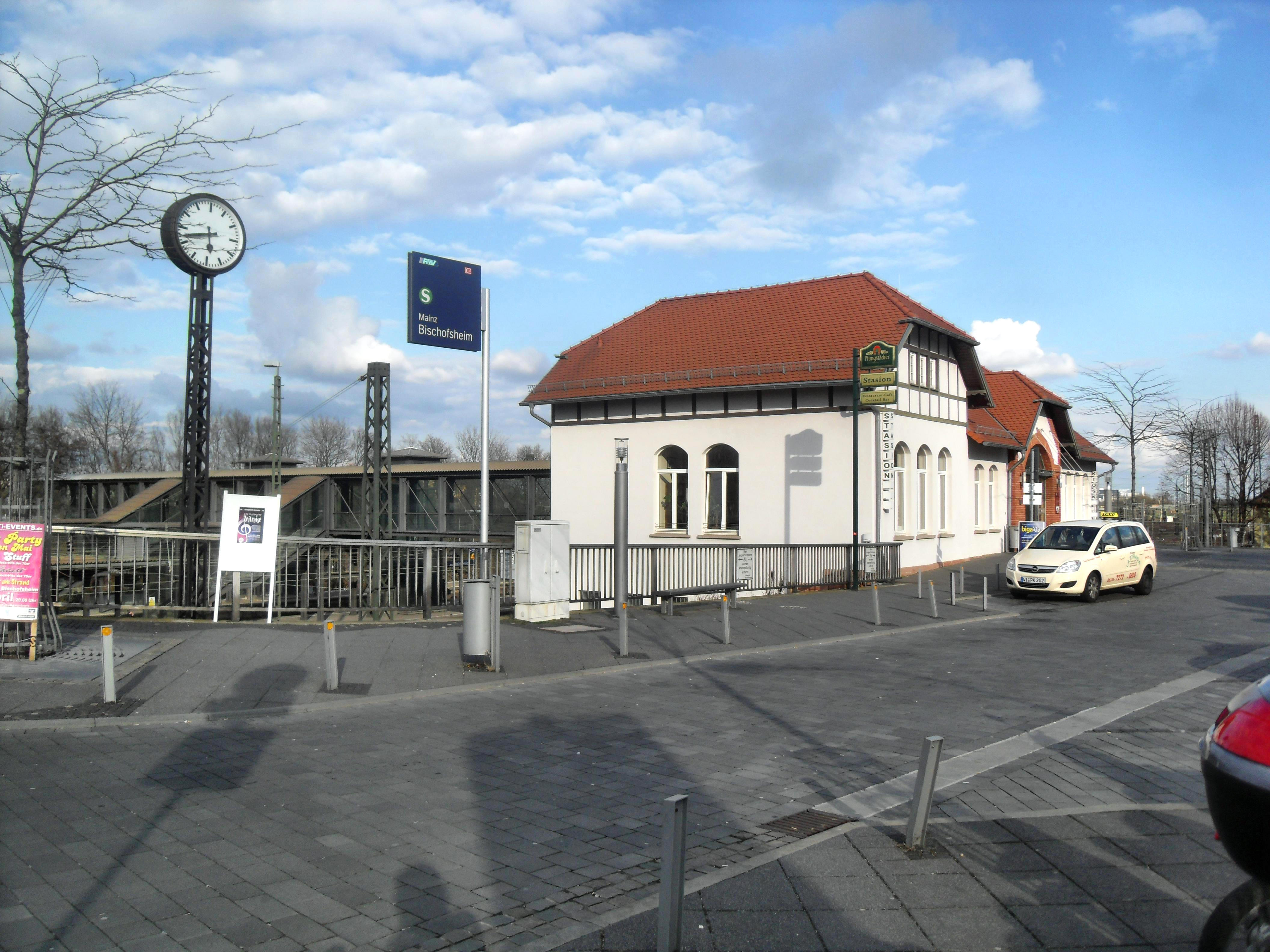
Der Bahnhof Mainz-Bischofsheim

Die Städte Mainz und Wiesbaden haben im RMV einen besonderen Status. Die Stadt Wiesbaden ist – wie die übrigen Landkreise und kreisfreien Städte Hessens auch – Gesellschafter des RMV, die rheinland-pfälzische Hauptstadt Mainz jedoch nicht. Weil aber der öffentliche Personennahverkehr der beiden Städte Mainz und Wiesbaden schon seit langem über eine ganze Reihe gemeinsamer Linien sowie seit dem 15. Mai 1975 auch über den Verkehrsverbund Mainz-Wiesbaden (VMW) traditionell eng miteinander verbunden ist, ist die Stadt Mainz über den VMW trotzdem mit dem RMV assoziiert. Das Mainzer Stadtgebiet ist damit das einzige außerhessische Gebiet, das zum regulären Tarifraum des RMV gehört, während alle anderen Gebiete außerhalb Hessens nur mit Übergangstarifen erreichbar sind. Gleichzeitig sind die Städte Mainz und Wiesbaden auch in den Tarifraum des Rhein-Nahe-Nahverkehrsverbunds (RNN) integriert, durch diese Kooperation ist wiederum Wiesbaden über den VMW mit dem RNN assoziiert.
Neben den Städten Mainz und Wiesbaden gehören auch die Stadt Ginsheim-Gustavsburg und die Gemeinden Bischofsheim und Walluf zum RMV-Tarifgebiet 65 bzw. zur RNN-Tarifwabe 300. Der RNN-Tarif ist gegenüber dem RMV-Tarif jedoch subsidiär und wird nur bei Fahrten angewandt, die zwischen den Städten und Gemeinden der RNN-Tarifwabe 300 und dem übrigen RNN-Verbundgebiet (bzw. umgekehrt) stattfinden, im reinen Binnenverkehr des RMV-Tarifgebietes 65 sowie bei Fahrten in das übrige RMV-Gebiet gilt ausschließlich der Tarif des RMV. Die Fahrkarten beider Verbünde sind daher an den Automaten, Verkaufsstellen und in den Fahrzeugen mit Fahrscheinverkauf erhältlich.
Außerdem wurden im VMW traditionell Sammelkarten angeboten. Aus verschiedenen Gründen soll dieses System auch bis auf Weiteres beibehalten werden. Dabei können je fünf Fahrscheine (früher vier) im Vorverkauf en bloc erworben werden und müssen dann im Bus bzw. am Bahnsteig mittels Entwerter entwertet werden. Diese Fahrscheine sind auf allen Verkehrsmitteln des RMV im Tarifgebiet 65 gültig.
Während im RMV für Inhaber von Wochen-, Monats- oder Jahreskarten die Mitnahme von beliebig vielen Kindern nur an Wochenenden bzw. unter der Woche erst ab 19 Uhr möglich ist, gilt in den Bussen und Straßenbahnwagen der Mainzer Verkehrsgesellschaft und von ESWE Verkehrsgesellschaft eine erweiterte Mitnahmeregelung, nach der die Kinder-Mitnahmeregelung an allen Tagen rund um die Uhr zugelassen ist. Per Definition gehen diese Regelungen dem RMV-Tarif vor, allerdings gibt es abweichende Aussagen, ob dies nur für die beiden Verkehrsunternehmen oder für alle Verkehrsträger im Tarifgebiet 65 gilt. Zum Fahrplanwechsel am 15. Dezember 2013 wurden die Mitnahmeregelungen RMV-weit vereinheitlicht, so dass die Besonderheit der Mitnahme von Kindern tagsüber entfiel. Nach teilweise heftigen Protesten der Bürger wurde die erweiterte Mitnahmeregelung jedoch Anfang März 2014 – zunächst befristet bis zur nächsten Tarifanpassung im Dezember 2014 – wieder in Kraft gesetzt.

## Fahrplanbereiche
010 Stadt Frankfurt am Main
020 Main-Taunus-Kreis, Hochtaunuskreis und Bad Homburg vor der Höhe
03A Stadt Wiesbaden
03B Rheingau-Taunus-Kreis
040 Lahn-Dill-Kreis und Stadt Wetzlar
05A Stadt Marburg an der Lahn
05B Landkreis Marburg-Biedenkopf
060 Stadt und Landkreis Gießen
070 Vogelsbergkreis
080 Region Fulda
09A Main-Kinzig-Kreis und Stadt Hanau – Bahnlinien
09B Main-Kinzig-Kreis und Stadt Hanau – Buslinien
09C Main-Kinzig-Kreis und Stadt Hanau – Buslinien
100 Wetteraukreis
110 Stadt und Landkreis Offenbach
120 Stadt Darmstadt und Landkreis Darmstadt-Dieburg
130 Landkreis Limburg-Weilburg
140 Odenwaldkreis
150 Kreis Groß-Gerau und Stadt Rüsselsheim
R0 Rhein-Main Regional (überregionale Buslinien und Bahnverkehr)
Außerdem gibt es eine Gesamtausgabe aller Fahrpläne.

## Gesellschafter des RMV und ihre Aufgabenträgerorganisationen
| Gebietskörperschaft          | Lokale Nahverkehrsgesellschaft                                     |
| Länder                       | Länder                                                             |
| ---------------------------- | ------------------------------------------------------------------ |
| Hessen                       | –                                                                  |
| Kreisfreie Städte            |                                                                    |
| Darmstadt                    | Darmstadt-Dieburger Nahverkehrsorganisation (DADINA)               |
| Frankfurt am Main            | traffiQ                                                            |
| Offenbach am Main            | NiO – Nahverkehr in Offenbach                                      |
| Wiesbaden                    | ESWE Verkehrsgesellschaft                                          |
| Städte mit Sonderstatus      |                                                                    |
| Bad Homburg vor der Höhe     | Magistrat der Stadt Bad Homburg vor der Höhe – Produktbereich ÖPNV |
| Landkreis Fulda              | Lokale Nahverkehrsgesellschaft Fulda (LNG Fulda)                   |
| Fulda                        | Magistrat der Stadt Fulda – Geschäftsstelle Nahverkehr             |
| Gießen                       | Stadtwerke Gießen AG                                               |
| Hanau                        | Hanau Lokalenahverkehrsorganisation GmbH (Hanau LNO)               |
| Marburg                      | Stadtwerke Marburg GmbH                                            |
| Rüsselsheim am Main          | Lokale Nahverkehrsorganisation Stadt Rüsselsheim                   |
| Wetzlar                      | Lokale Nahverkehrsorganisation Stadt Wetzlar                       |
| Landkreise                   |                                                                    |
| Landkreis Darmstadt-Dieburg  | Darmstadt-Dieburger Nahverkehrsorganisation (DADINA)               |
| Landkreis Fulda              | Lokale Nahverkehrsgesellschaft Landkreis Fulda (LNG Fulda)         |
| Landkreis Gießen             | Verkehrsgesellschaft Oberhessen (VGO)                              |
| Kreis Groß-Gerau             | Lokale Nahverkehrsgesellschaft Kreis Groß-Gerau (LNVG)             |
| Hochtaunuskreis              | Verkehrsverband Hochtaunus (VHT)                                   |
| Lahn-Dill-Kreis              | Verkehrsgesellschaft Lahn-Dill-Weil (VLDW)                         |
| Landkreis Limburg-Weilburg   | Verkehrsgesellschaft Lahn-Dill-Weil (VLDW)                         |
| Main-Kinzig-Kreis            | Kreisverkehrsgesellschaft Main-Kinzig (KVG MKK)                    |
| Main-Taunus-Kreis            | Main-Taunus-Verkehrsgesellschaft (MTV)                             |
| Landkreis Marburg-Biedenkopf | Regionaler Nahverkehrsverband Marburg-Biedenkopf (RNV)             |
| Odenwaldkreis                | Odenwald-Regional-Gesellschaft (OREG)                              |
| Landkreis Offenbach          | Kreisverkehrsgesellschaft Offenbach (kvgOF)                        |
| Rheingau-Taunus-Kreis        | Rheingau-Taunus-Verkehrsgesellschaft (RTV)                         |
| Vogelsbergkreis              | Verkehrsgesellschaft Oberhessen (VGO)                              |
| Wetteraukreis                | Verkehrsgesellschaft Oberhessen (VGO)                              |

Die Stadt Bad Vilbel im Wetteraukreis nimmt über ihr Stadtwerk eigenständige Vergaben des Stadtbusses Vilbus vor, zuletzt zum Fahrplanwechsel im Dezember 2017.

## Verkehrsunternehmen im RMV (Auswahl) [Konzern]
- Autobus Sippel GmbH Netinera
- Becker & Sohn GmbH & Co. KG
- DB Regio Bus Mitte [DB Regio AG]
- cantus Verkehrsgesellschaft mbH [HLB, BENex]
- DB Regio AG
- ESWE Verkehrsgesellschaft mbH (ESWE)
- Hanauer Straßenbahn AG (HSB)
- Hasenauer Reisen
- HEAG mobilo GmbH
- Hessische Landesbahn GmbH (HLB)
- In-der-City-Bus (VGF)
- Kreiswerke Main-Kinzig GmbH
- Mainzer Verkehrsgesellschaft mbH (MVG)
- Nassauische Verkehrs-GmbH (NVG) [Transdev]
- Offenbacher Verkehrs-Betriebe GmbH (OVB)
- Omnibusbetrieb Winzenhöler GmbH & Co. KG
- Philippi Nahverkehr GmbH & Co. KG
- Racktours GmbH & Co. KG
- Reiseservice Frieda Gass
- Riedwerke Kreis Groß-Gerau
- RhönEnergie Bus GmbH Fulda
- Stadtlinienverkehr Limburg AG
- Stadtverkehr Maintal GmbH
- Stadtwerke Gießen AG
  - MIT.BUS GmbH
- Stadt Land Bus (SLB)
- Stadtwerke Bad Nauheim GmbH
- Stadtwerke Hünfeld GmbH
- Stadtwerke Langen GmbH
- Stadtwerke Marburg GmbH
- Stadtwerke Mühlheim am Main GmbH
- Stadtwerke Neu-Isenburg GmbH
- Stadtwerke Oberursel GmbH
- Stadtwerke Rodgau
- Stadtwerke Rüsselsheim GmbH
- Taxi Pegasus, Eltville
- Transdev Rhein-Main GmbH (Marke: Alpina)
- trans regio Deutsche Regionalbahn GmbH (TR) [Transdev]
- Urberacher Busbetrieb Lang GmbH
- Verkehrsgesellschaft Frankfurt (VGF)
- VGF Verkehrsgesellschaft Region Fulda mbH
- Verkehrsgesellschaft Gersprenztal (VGG)
- Vias GmbH
- Vineta Busbetriebsgesellschaft mbH & Co. KG
- Vlexx Netinera
- Wetzlarer Verkehrsbetriebe und Reisebüro Werner Gimmler GmbH

## Beteiligungen
Die Rhein-Main-Verkehrsverbund GmbH ist zu 10,13 % an der VDV eTicket Service GmbH & Co. KG in Köln beteiligt sowie zu 100 % an der rms GmbH (Rhein-Main-Verkehrsverbund Servicegesellschaft mbH) in Frankfurt. Die rms GmbH ist unter anderem aktiv in den Bereichen Digitalisierung des ÖPNV, neue Mobilitätsangebote, Fahrgastinformation, Ticketing und Marktforschung. Ein weiteres Tochterunternehmen ist die Fahrzeugmanagement Region Frankfurt RheinMain GmbH (fahma), die für die Taunusbahn und Odenwaldbahn Dieseltriebwagen zur Verfügung stellt.

## Maskottchen

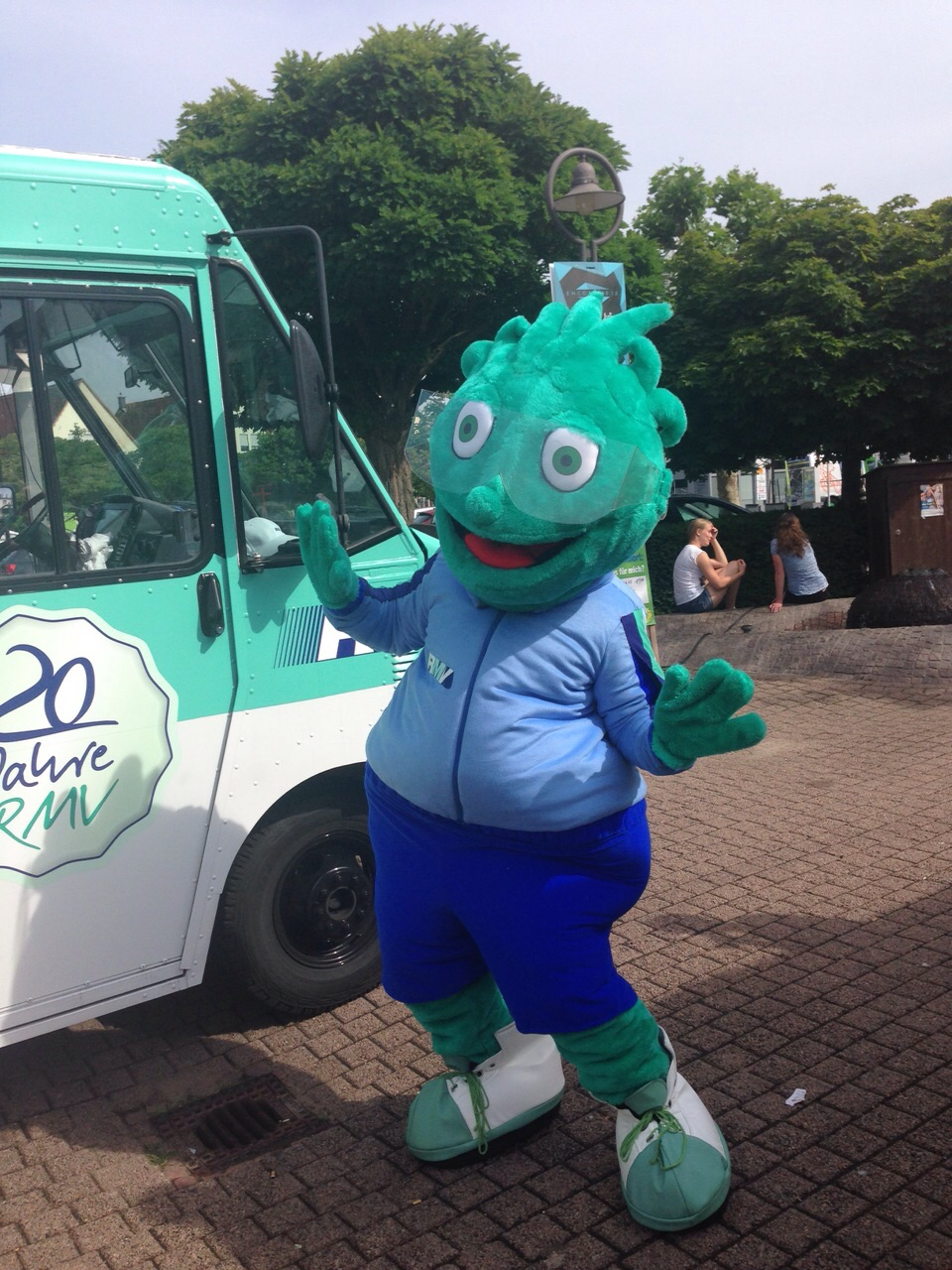
Buba, das Maskottchen des Rhein-Main-Verkehrsverbundes (RMV)

„BuBa“ ist seit 2015 das offizielle Maskottchen des RMV. Der Name ist ein Kurzwort aus „Bus und Bahn“. Das grüne Kunstwesen trägt eine Trainingsjacke, eine knielange Hose, Sportschuhe und eine große transparente Brille.

## Ausschreibungen von Verkehrsleistungen

### Grundsätzliches
Der RMV ist gemäß dem hessischen ÖPNV-Gesetz als Aufgabenträger für die Auftragsvergabe bzw. Bestellung der regionalen Verkehrsdienstleistungen zuständig. Im Rahmen des sog. „Hessischen Wegs in den Wettbewerb“ werden seit 2003 alle Linien im Bus- und Schienenpersonennahverkehr durch europaweite Ausschreibungsverfahren an die Verkehrsunternehmen vergeben.
Der RMV definiert in den Vergabeunterlagen unter anderem das Betriebsprogramm, die Fahrzeuganforderungen, die vorgesehene Vertragsdauer sowie tarifliche und vertriebliche Anforderungen. In den durch das Vergaberecht formal reglementierten Verfahren werden anschließend die Verkehrsunternehmen aufgefordert, ein Angebot für die definierte Verkehrsleistung abzugeben. Die Aufforderung erfolgt dabei wegen des Auftragsvolumens regelmäßig durch eine EU-weite Ausschreibung. Nach Prüfung und Wertung der Angebote erfolgt der Zuschlag auf das qualitativ beste und wirtschaftlichste Angebot. Auf seiner Website veröffentlicht der RMV die aktuellen Vergabekalender, aus denen die Vertragslaufzeiten und anstehenden Vergabeverfahren im regionalen Bus- und Schienenpersonennahverkehr entnommen werden können.

### Schienenpersonennahverkehr
| Name des Vergabenetzes   | Strecken | Vertragslaufzeit  | Betriebsleistung pro Jahr | Betreiber                                  |
| ------------------------ | --- | ----------------- | ------------------------- | ------------------------------------------ |
| Taunus                   | - RB11 Frankfurt-Höchst – Bad Soden - RB12 Frankfurt – Königstein - RB15 (Frankfurt –) Bad Homburg – Grävenwiesbach (– Brandoberndorf) - RB16 Friedberg – Friedrichsdorf | 12/2022 – 12/2034 | 1,8 Mio. Zugkilometer     | Regionalverkehre Start Deutschland         |
| Ländchesbahn             | - RB21 Wiesbaden – Niedernhausen (– Limburg) | 12/2022 – 12/2032 | 0,52 Mio. Zugkilometer    | Hessische Landesbahn GmbH                  |
| Rheingau                 | - RB10 Frankfurt – Wiesbaden – Koblenz – Neuwied | 12/2023 – 12/2038 | 2,04 Mio. Zugkilometer    | VIAS GmbH                                  |
| Rheingau-Express         | - RE19 Frankfurt – Wiesbaden – Koblenz (– Kobern-Gondorf) | 12/2025 – 12/2038 | 0,59 Mio. Zugkilometer    | VIAS GmbH                                  |
| Mittelhessen             | - RB37 Frankfurt – Friedberg – Gießen (– Kirchhain) - RB40 Frankfurt – Friedberg – Gießen – Marburg – Treysa - RB41 Frankfurt – Friedberg – Gießen – Dillenburg - RB49 Hanau – Friedberg (– Gießen) | 12/2023 – 12/2038 | 4,23 Mio. Zugkilometer    | Hessische Landesbahn GmbH                  |
| Lahntal-Vogelsberg-Rhön  | - RE24 Gießen – Limburg - RB45 Fulda – Gießen – Limburg - RB52 Fulda – Gersfeld | 12/2023 – 12/2038 | 3,16 Mio. Zugkilometer    | Hessische Landesbahn GmbH                  |
| Main-Weser               | - RE30 Frankfurt – Gießen – Marburg – Kassel | 12/2024 – 12/2038 | 1,22 Mio. Zugkilometer    | DB Regio AG                                |
| Kinzigtal                | - RE50 Frankfurt – Hanau – Gelnhausen – Fulda (– Bebra) - RE5 Frankfurt – Hanau – Gelnhausen – Fulda – Bebra - RB51 Frankfurt – Hanau – Gelnhausen – Wächtersbach (– Bad Soden-Salmünster) | 12/2025 – 12/2040 | 3,0 Mio. Zugkilometer     | DB Regio AG                                |
| Main-Lahn-Sieg           | - RE98 Frankfurt – Gießen – Marburg – Kassel - RE99 Frankfurt – Gießen – Siegen | 12/2010 – 12/2025 | 1,15 Mio. Zugkilometer    | Hessische Landesbahn GmbH                  |
| E-Netz Mainfranken       | - RB53 Schlüchtern – Würzburg – Bamberg | 12/2021 – 12/2029 | 0,22 Mio. Zugkilometer    | DB Regio AG                                |
| Niddertal                | - RB34 Frankfurt – Bad Vilbel – Glauburg-Stockheim - RB48 (Frankfurt –) Friedberg – Nidda (einzelne Leistungen) | 12/2012 – 12/2027 | 0,68 Mio. Zugkilometer    | DB Regio AG                                |
| Main-Spessart            | - RE54 Frankfurt – Maintal – Hanau – Aschaffenburg – Würzburg – Bamberg - RE55 Frankfurt – Offenbach – Hanau – Aschaffenburg – Würzburg – Bamberg | 12/2015 – 12/2029 | 0,45 Mio. Zugkilometer    | DB Regio AG                                |
| Kahlgrund                | - RB56 Hanau – Kahl am Main – Schöllkrippen | 12/2015 – 12/2030 | 0,07 Mio. Zugkilometer    | DB RegioNetz Verkehrs GmbH Westfrankenbahn |
| Odenwald                 | - RB66 Darmstadt – Pfungstadt - RE80 Darmstadt – Groß-Umstadt Wiebelsbach – Erbach - RB81 Darmstadt – Groß-Umstadt Wiebelsbach – Erbach – Eberbach - RB82 Frankfurt – Darmstadt Nord – Groß-Umstadt Wiebelsbach – Erbach - RE85 Frankfurt – Hanau – Groß-Umstadt Wiebelsbach (– Erbach) - RB86 Hanau – Groß-Umstadt Wiebelsbach                                                           | 12/2015 – 12/2030 | 2,08 Mio. Zugkilometer    | VIAS RAIL GmbH                             |
| Dreieich                 | - RB61 Frankfurt – Dreieich-Buchschlag – Dieburg | 06/2016 – 12/2030 | 0,51 Mio. Zugkilometer    | DB Regio AG                                |
| RE-Netz Südwest          | - RE2 Frankfurt – Mainz – Bingen – Koblenz - RE4 Frankfurt – Hochheim – Mainz (– Worms – Mannheim) - RE14 Frankfurt – Hochheim – Mainz – Worms – Mannheim (– Germersheim) | 12/2014 – 12/2029 | 0,26 Mio. Zugkilometer    | DB Regio AG                                |
| S-Bahn S2                | - S2 Niedernhausen – Frankfurt – Offenbach – Dietzenbach | 12/2014 – 12/2029 | 2,0 Mio. Zugkilometer     | DB Regio AG                                |
| S-Bahn Gallus            | - S3 Bad Soden – Eschborn – Frankfurt – Langen – Darmstadt - S4 Kronberg – Eschborn – Frankfurt – Langen - S5 Friedrichsdorf – Bad Homburg – Frankfurt Süd - S6 Friedberg – Bad Vilbel – Frankfurt Süd | 12/2014 – 12/2029 | 5,5 Mio. Zugkilometer     | DB Regio AG                                |
| Eifel-Westerwald-Sieg    | Los 1: - RB23 Mayen – Koblenz – Limburg - RE25 Gießen – Limburg – Koblenz | 12/2014 – 12/2030 | 0,33 Mio. Zugkilometer    | DB Regio AG                                |
| Eifel-Westerwald-Sieg    | Los 2: - RB29 Siershahn – Montabaur – Limburg - RB90 Limburg – Altenkirchen – Au – Siegen - RB95 Dillenburg – Siegen - RB96 Betzdorf – Haiger – Dillenburg | 12/2014 – 12/2030 | 0,54 Mio. Zugkilometer    | Hessische Landesbahn GmbH                  |
| Nordost-Hessen-Netz      | - RE5 Kassel – Bebra – Bad Hersfeld - RB5 Kassel – Bebra – Fulda - RB7 Göttingen – Eschwege – Bebra | 12/2016 – 12/2031 | 0,36 Mio. Zugkilometer    | cantus Verkehrsgesellschaft mbH            |
| Wetterau West-Ost        | - RB46 Gießen – Gelnhausen - RB47 Friedberg – Wölfersheim-Södel - RB48 (Frankfurt -) Friedberg – Nidda | 12/2022 – 12/2032 | 1,6 Mio. Zugkilometer     | Hessische Landesbahn GmbH                  |
| Main-Neckar-Ried         | - RE60 Frankfurt – Darmstadt – Mannheim - RB67 Frankfurt – Darmstadt – Mannheim - RB68 Frankfurt – Darmstadt – Heidelberg – Wiesloch-Walldorf - RE70 Frankfurt – Biblis – Mannheim | 12/2017 – 12/2032 | 1,73 Mio. Zugkilometer    | DB Regio AG                                |
| Nordwesthessen-Netz      | - RB94 Marburg – Bad Laasphe – Erndtebrück - RE97 Marburg – Korbach – Brilon Stadt - RB97 Marburg – Korbach – Brilon Stadt | 12/2017 – 12/2032 | 0,55 Mio. Zugkilometer    | DB RegioNetz Verkehrs GmbH Kurhessenbahn   |
| Südhessen-Untermain      | - RE9 Frankfurt – Wiesbaden – Eltville (nur bis 12/2025) - RB58 (Rüsselsheim Opelwerk –) Frankfurt-Stadion – Hanau – Aschaffenburg – Laufach - RE59 Frankfurt Flughafen – Hanau – Aschaffenburg - RB75 Wiesbaden – Mainz – Darmstadt – Aschaffenburg | 12/2018 – 12/2033 | 1,92 Mio. Zugkilometer    | Hessische Landesbahn GmbH                  |
| S-Bahn Kleyer            | - S1 Wiesbaden – Mainz-Kastel – Frankfurt – Offenbach – Rödermark-Ober-Roden - S7 Frankfurt – Groß-Gerau – Riedstadt-Goddelau - S8 Wiesbaden – Mainz – Rüsselsheim – Frankfurt Flughafen – Frankfurt – Offenbach – Hanau - S9 Wiesbaden – Mainz-Kastel – Rüsselsheim – Frankfurt Flughafen – Frankfurt – Offenbach – Hanau                                                                | 12/2014 – 12/2036 | 7,64 Mio. Zugkilometer    | DB Regio AG                                |
| Taunusstrecke            | - RE20 Frankfurt – Hofheim – Niedernhausen – Limburg (nur HVZ) - RB22 Frankfurt – Hofheim – Niedernhausen – Limburg | 12/2021 – 12/2036 | 1,49 Mio. Zugkilometer    | DB Regio AG                                |
| Dieselnetz Südwest Los 2 | - RE2 Frankfurt – Mainz – Bingen – Koblenz (einzelne Leistungen) - RE3 Frankfurt – Mainz – Idar-Oberstein – Saarbrücken - RE4 Frankfurt – Hochheim – Mainz (– Worms – Mannheim) (einzelne Leistungen) - RE13 (Frankfurt –) Mainz – Alzey (– Kirchheimbolanden) - RB31 (Frankfurt –) Mainz – Alzey (– Kirchheimbolanden) - RB33 (Frankfurt/Worms –) Mainz – Bad Kreuznach – Idar-Oberstein | 12/2014 – 06/2037 | 0,39 Mio. Zugkilometer    | vlexx GmbH                                 |

Quelle

## WLAN
Die Router der Fahrzeuge müssen laut RMV-Vorgaben mit dem neusten Wifi-Standard ausgerüstet werden (mindestens 802.11 ac). Der Mobilfunk muss per LTE erfolgen und auf 5G erweiterbar sein. Den Fahrgästen werden täglich 100 MB bei einer Geschwindigkeit von 0,55 MBit/s bereitgestellt. Die WLAN SSID lautet dabei WLAN@RMV.

## Bonusprogramm Smiles
Der RMV bot 14 Jahre lang bis zum 1. April 2025 das Bonusprogramm Smiles an.
Beim Erwerb von Fahrkarten über den RMV-TicketShop auf der Website oder die RMV-App bestand die Möglichkeit, Smiles zu sammeln. Dabei erhielt man für jeden umgesetzten Eurocent ein Smile. Diese konnten dann zum Erwerb von Gutscheinen für Vergünstigungen, Zugaben oder besondere Erlebnisse bei Gutschein-Anbietern aus dem Verbund-Gebiet eingelöst werden. Der RMV arbeitete dafür mit Partnern unterschiedlicher Branchen (Gastronomie, Fitness, Wellness und Tourismus) zusammen.